# Mûres
Mûres és un municipi francès situat al departament de l'Alta Savoia i a la regió d'Alvèrnia-Roine-Alps. L'any 2007 tenia 677 habitants.

## Demografia

### Població
El 2007 la població de fet de Mûres era de 677 persones. Hi havia 251 famílies de les quals 52 eren unipersonals (20 homes vivint sols i 32 dones vivint soles), 64 parelles sense fills, 115 parelles amb fills i 20 famílies monoparentals amb fills.
La població ha evolucionat segons el següent gràfic:
Habitants censats

### Habitatges
El 2007 hi havia 281 habitatges, 252 eren l'habitatge principal de la família, 18 eren segones residències i 12 estaven desocupats. 259 eren cases i 22 eren apartaments. Dels 252 habitatges principals, 221 estaven ocupats pels seus propietaris, 20 estaven llogats i ocupats pels llogaters i 11 estaven cedits a títol gratuït; 2 tenien una cambra, 9 en tenien dues, 27 en tenien tres, 55 en tenien quatre i 159 en tenien cinc o més. 227 habitatges disposaven pel capbaix d'una plaça de pàrquing. A 88 habitatges hi havia un automòbil i a 151 n'hi havia dos o més.

### Piràmide de població
La piràmide de població per edats i sexe el 2009 era:
| Homes | Edats   | Dones |
| ----- | ------- | ----- |
| 0     | 95 o +  | 0     |
| 0     | 90 a 94 | 0     |
| 4     | 85 a 89 | 4     |
| 4     | 80 a 84 | 0     |
| 12    | 75 a 79 | 4     |
| 8     | 70 a 74 | 20    |
| 12    | 65 a 69 | 8     |
| 8     | 60 a 64 | 12    |
| 12    | 55 a 59 | 8     |
| 24    | 50 a 54 | 12    |
| 44    | 45 a 49 | 32    |
| 16    | 40 a 44 | 36    |
| 44    | 35 a 39 | 40    |
| 8     | 30 a 34 | 8     |
| 16    | 25 a 29 | 16    |
| 12    | 20 a 24 | 16    |
| 36    | 15 a 19 | 20    |
| 16    | 10 a 14 | 20    |
| 12    | 5 a 9   | 36    |
| 36    | 0 a 4   | 16    |

## Economia
El 2007 la població en edat de treballar era de 458 persones, 372 eren actives i 86 eren inactives. De les 372 persones actives 360 estaven ocupades (203 homes i 157 dones) i 12 estaven aturades (6 homes i 6 dones). De les 86 persones inactives 35 estaven jubilades, 30 estaven estudiant i 21 estaven classificades com a «altres inactius».

### Ingressos
El 2009 a Mûres hi havia 248 unitats fiscals que integraven 687 persones, la mediana anual d'ingressos fiscals per persona era de 22.975 €.

### Activitats econòmiques
Dels 27 establiments que hi havia el 2007, 2 eren d'empreses de fabricació d'altres productes industrials, 13 d'empreses de construcció, 2 d'empreses de comerç i reparació d'automòbils, 4 d'empreses de transport, 1 d'una empresa d'hostatgeria i restauració, 1 d'una empresa d'informació i comunicació, 1 d'una empresa immobiliària i 3 d'empreses de serveis.
Dels 12 establiments de servei als particulars que hi havia el 2009, 3 eren paletes, 2 guixaires pintors, 2 fusteries, 2 lampisteries, 2 electricistes i 1 agència immobiliària.
L'únic establiment comercial que hi havia el 2009 era una floristeria.
L'any 2000 a Mûres hi havia 9 explotacions agrícoles que ocupaven un total de 210 hectàrees.

## Equipaments sanitaris i escolars
El 2009 hi havia una escola elemental.

## Poblacions més properes
El següent diagrama mostra les poblacions més properes.